# Yakult
Yakult is een Japanse probiotische zuiveldrank.

## Gezondheidsbeweringen
Voor de beweringen met betrekking tot de gezondheidsvoordelen, die probiotica zoals Yakult zouden opleveren, is onvoldoende wetenschappelijk bewijs.

## Geschiedenis
In 1935 werd Yakult in Japan voor het eerst geproduceerd en sinds 1955 wordt het internationaal vermarkt. In Japan brengt Yakult verschillende producten met probiotica op de markt, zoals voedingsmiddelen, cosmetica en farmaceutica. In 1994 kwam Yakult voor het eerst in Nederland op de markt. Yakult Nederland B.V. in Amstelveen is een dochteronderneming van het Europese hoofdkantoor Yakult Europe B.V. in Almere. Ook de Yakultfabriek voor de Europese markt staat in Almere. Het bedrijf is in 31 landen gevestigd.